# Черуйот, Роберт Кипроно
Роберт Кипроно Черуйот — кенийский легкоатлет, бегун на длинные дистанции и марафонец. 
Профессиональную карьеру начал с победы на Франкфуртском марафоне в 2008 году с новым рекордом трассы. В 2009 году выиграл 20-и километровый пробег в Алфен-ан-ден-Рейне, а также занял 5-е место на Бостонском марафоне с результатом 2:10.06. На Чикагском марафоне 2010 года занял 6-е место. За победу на Бостонском марафоне 2010 года получил денежный приз в размере 175 000 долларов США. На этом марафоне он установил личный рекорд 2:05.52, но так как трасса была короче допустимого рекорд является недействительным.  Занял 12- место на Роттердамском полумарафоне 2009 года, на котором установил личный рекорд — 1:01.22
В 2012, 2013 и 2014 годах не выступал на международных соревнованиях. 
В мировой серии World Marathon Majors входит в десятку сильнейших в мире. В сезоне 2009/2010 — 6-е место, в сезоне 2010/2011 — 8-е место. Личные рекорды: 15 км — 43.26; 20 км — 58.39; полумарафон — 1:01.22; марафон — 2:06.23.
Принадлежит к народности Кипсигис. В своём родном городе Элдорете имеет ферму, на которой держит крупный рогатый скот, а также владеет участком земли площадью 50 акров. В настоящее время вместе с Винсентом Кипруто тренируется у известного кенийского марафонца Уильяма Киплагата. 

## Достижения
- Победитель Франкфуртского марафона 2008 года — 2:07.02
- 2-е место на Франкфуртском марафоне 2009 года — 2:06.23
- Победитель Бостонского марафона 2010 года — 2:05.52